# Le Caïd (film, 1960)
Pour les articles homonymes, voir Le Caïd.
Pour plus de détails, voir Fiche technique et Distribution.
Le Caïd est un film français réalisé par Bernard Borderie et sorti en 1960.

## Synopsis
Hold-up sanglant et rapide près des raffineries de pétrole de l'étang de Berre. Poursuivi par une bande rivale, Toni s'enfuit avec une sacoche contenant trente millions de francs. Dans le train qui l'emmène à Paris, il menace avec son arme Justin Migonnet, un honnête professeur de philosophie se rendant à un congrès, le contraint à mettre cette sacoche dans sa valise et lui fait promettre de la rapporter à ses hommes, dès le lendemain, à l'hôtel Pigalle, situé rue Fontaine…

Complètement perdu, Migonnet décide d'obéir aux ordres de Toni. Au moment de la restitution, c'est une jeune femme qui se présente, car une autre bande cherche à s'emparer du magot. Ils se retrouvent à l'hôtel où elle se fait passer pour sa nièce et devra, à partir de cet instant, se méfier de chacun. Peu à peu, la pègre de la capitale le prend pour un véritable caïd. Profitant d'un instant de répit de ses adversaires, il ira porter l'argent à des œuvres charitables avant de reprendre son train pour Arles.

## Fiche technique
- Titre : Le Caïd
- Réalisation : Bernard Borderie
- Assistants : Jacques Rouffio, Paul Nuyttens
- Scénario : Jean-Bernard Luc, d'après le roman Le Grand Caïd de Claude Orval[1]
- Décors : René Moulaert, assisté de Sydney Bettex
- Photographie : Robert Juillard
- Opérateur : Jean Lallier, assisté de Raymond Menvielle, R. Chabal
- Son : René Sarrazin
- Montage : Christian Gaudin, assisté de Jacqueline Givord
- Musique : Paul Misraki, orchestre dirigé par Jacques Météhen
- Régie générale : André Rameau
- Régisseur adjoint : Jean Rognoni
- Régie extérieure : Guy Maugin
- Script-girl : Lily Hargous
- Photographe de plateau : Gaston Thonnart
- Ensemblier : Albert Volper
- Habilleuse : T. Banquarel, Ch. Fageol
- Maquillage : Boris Karabanoff, M. Vernadet
- Perruques : Carita
- Comptable : R. Chevereau
- Agent technique : Nikita Zveguinzoff
- Administrateur : Roger Morand
- Accessoiriste : R. Ronsin, D. Villeroy
- Production : Raymond Borderie
- Directeur de production : Charles Borderie
- Secrétaire de production : Françoise Bouchez
- Société de production : CICC
- Société de distribution : SN Prodis
- Tournage du 23 mai à juin 1960 à Arles, à Paris et dans les studios de Boulogne
- Transparences par « Franstudio », tirage Laboratoire Franay L.T.C Saint-Cloud
- Effets spéciaux : Lax
- Pays de production :  France
- Langue originale : français
- Format : noir et blanc — 35 mm — 1,37:1 — son Mono (Western Electric, Société Optiphone)
- Durée : 92 minutes
- Genre : Comédie, crime
- Date de sortie : 
  - France : 16 novembre 1960
- Visa d'exploitation : 22419

## Distribution
- Fernandel : Justin Migonnet, professeur de philosophie à Arles
- Barbara Laage : Rita, la jeune femme
- Georges Wilson : Monsieur A, un chef de bande
- Claude Pieplu : Oxner, un participant du congrès
- Hélène Duc : Edmée, une participante du congrès
- Monique Vita : Cécile, une employée de l'hôtel Pigalle
- Hélène Tossy : Louise, la patronne de l'hôtel Pigalle
- France Asselin : Marie, une auditrice
- Pomme : Une patronne
- François Darbon : Amédée, le second de Monsieur A
- Marcel Bozzuffi : Toni, le gangster à la sacoche
- Albert Michel : Filâtre, un participant du congrès
- Georges Géret : Jo
- Jacques Seiler : Le Mignon
- Charles Moulin : Le Turc
- Guy Mairesse : Louis, l'autre voyageur à la sacoche
- Robert Arnoux : Le directeur de la Socorep
- Pierre Mirat : Le patron de l'hôtel de Cujas
- Marcel Pérès : Albert, l'agent de la circulation
- René Alié : Julien, le commissaire de police
- Jean Marosi : Edouard Colin, un surveillant
- Michel Thomass : Luigi, le chauffeur russe
- Gérard Darrieu : Un agent
- Paul Mercey : Le chauffeur-mécanicien
- Luc Andrieux : L'agent de stationnement
- Marcel Rouzé : Jean, un inspecteur
- Henri Maïk : Emile, le marin
- Christian Brocard : Pierre, le crieur de journaux
- Emile Genevois : L'agent cycliste
- Henri Lambert : Un agent
- Andrès : Un voyageur
- Bruno Balp : Henri
- Francis Lax : Robert
- Billy Nencioli : Max
- Lucien Camiret : Pep
- Albert Rémy : Bob
- Paul Pavel : Peter
- Jimmy Perrys : Un homme dans la salle d'attente
- François Cadet : Un agent
- Jean-François Rémi : Doinel, un inspecteur
- Jacques Herlin